# Hotel Dusk: Room 215
Hotel Dusk: Room 215, i Japan känt som Wish Room: Tenshi no Kioku (ウィッシュルーム　天使の記憶 Wisshu Rūmu: Tenshi no Kioku?, "Önskerummet: Ängelns Minne"), är ett peka-och-klicka-äventyrsspel som utvecklades av Cing och gavs ut av Nintendo till Nintendo DS. Spelet utannonserades först 5 oktober 2005 under namnet Wish Room, och premiärvisades 9 maj, 2006 på det årets E3. Det släpptes i Nordamerika 22 januari 2007, varpå det nådde andra regioner.

## Handling
Spelet utspelar sig år 1979 i det fiktiva Hotel Dusk, ett litet, något nedgånget hotell beläget i sydvästra USA, i närheten av Los Angeles, Kalifornien. Spelets protagonist, Kyle Hyde, är en före detta New York-polis som letar efter sin gamla partner Brian Bradley. Under sin vistelse på Hotel Dusk dras Kyle in i ett mysterium med rötter i hotellets förgångna som kanske kan leda honom till svaren han söker.